# 锵清·阿旺钦若班桑

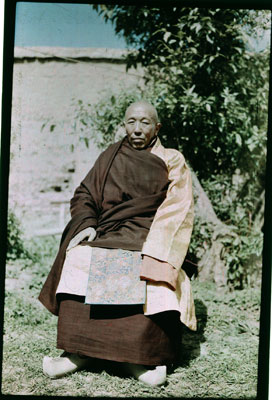

锵清·阿旺钦若班桑（藏語：ཆང་ཁྱིམ་ངག་དབང་མཁྱེན་རབ་དཔལ་བཟང，威利转写：chang khyim ngag dbang mkhyen rab dpal bzang，？—约1920年），藏族，西藏贵族、噶厦官员。

## 生平
锵清·阿旺钦若班桑是锵清家族成员。1892年，他是位堪仲，在哲蚌寺主管若干建筑工程。1897年，他是噶伦索康·索南旺钦班子里的一位堪钦，该班子为十三世达赖巡行三大寺进行准备工作。1900年，他受聘在大昭寺任职。
1901年前后，他任噶伦。1903年10月13日，被解除噶伦职务，并和其他卸任噶伦一起被监禁。不久，他获得释放，一度在强钦平静度日。
1907年，正在陕西省西安的十三世达赖任命他为三位伦钦之一。1908年末，他和达赖一起在北京。他们于1909年4月启程返回拉萨。1910年，他和达赖共同逃到英属印度，为此，驻藏大臣解除了他的职务，并且下令拘捕他。1912年，在西藏方面同驻藏川军将领谈判川军撤离西藏问题时，他曾在其中扮演角色。
1920年11月，英国使团到达西藏拉萨进行访问。其后不久，锵清·阿旺钦若班桑便逝世了。